# LFG Roland D.II
LFG Roland D.II „Haifisch” – niemiecki dwupłatowy samolot myśliwski z okresu I wojny światowej, zbudowany w berlińskiej wytwórni Luft-Fahrzeug-Gesellschaft, produkowany także w zakładach Pfalz-Flugzeugwerke.

## Historia
Sukces samolotu rozpoznawczego LFG Roland C.II, o starannie dopracowanym aerodynamicznie kadłubie, zainspirował konstruktora, inż. Tantzena, do zbudowania mniejszego, myśliwskiego samolotu. Wpływ pierwotnej konstrukcji był widoczny, ale myśliwiec był smuklejszy i zgrabniejszy (dlatego w odróżnieniu od C.II, zwanego „wielorybem”, Walfisch, myśliwce D nazywano „rekinami”, Haifisch). Pierwsza wersja, określana D.I, miała skrzydła w pełni połączone z kadłubem i charakteryzowała się słabą widocznością do przodu (podobnie jak C.II); wykorzystywała stukonny silnik Mercedes D.I, z chłodnicami po obu stronach i najprawdopodobniej uzbrojona była tylko w jeden karabin maszynowy. Zbudowano krótką serię w LFG i wytwórni Pfalz.
Poprawiona wersja, D.II, miała kadłub zwężający się u góry do pojedynczego, centralnego pylonu, na którym opierał się górny płat, wyposażony w przezroczyste panele; karabiny maszynowe schowano w kadłubie, wysuwając jedynie lufy. Używała mocniejszego silnika Mercedesa D.III o mocy 160 KM; boczne chłodnice przeniesiono do skrzydła, a rurę wydechową skierowano w dół. D.II, oblatany w październiku 1916 roku, zaczął być dostarczany na front na początku następnego roku. Wkrótce potem wyprodukowano kolejną wersję, D.IIa, o nieco mniejszej rozpiętości, dłuższym kadłubie i mocniejszym, 180-konnym silniku Argus As III. Wersji D.I, D.II i D.IIa wyprodukowano ok. 300 egzemplarzy w zakładach LFG i Pfalz. W. Kondratiew podaje nieco większe ilości: 70 sztuk D.II od października do listopada 1916 roku i 370 D.IIa, od listopada 1916 do lutego 1917 roku, łącznie 440 maszyn tych dwóch wersji.
Ostatnią wersją była D.III, także wykorzystująca silnik Argus. Konstrukcja zbliżona była do D.II, ale charakteryzowała się zwężonym płatem dolnym, co spowodowało zmianę słupków łączących płaty. Ponadto górny płat nie był połączony z kadłubem, lecz opierał się na zastrzałach, a statecznik ogonowy został nieco przedłużony. Zbudowano je w dość krótkiej serii, ze względu na popularność myśliwców Albatros.

## Użycie bojowe
Myśliwiec Rolanda wszedł do służby na froncie zachodnim na początku 1917 roku, ale nie zyskał wielkiej popularności – przyćmiła go sława odnoszących wówczas wielkie sukcesy Albatrosów D.III. Kierowano go więc na mniej istotne odcinki Frontu Zachodniego, na front wschodni i do Macedonii. Zazwyczaj nie był jedynym wyposażeniem dywizjonów myśliwskich; jednym z nielicznych w pełni weń wyposażonych był Marine Feldjagdstaffel 2; inne jednostki używające znacznej liczby tych samolotów to Jasta 27 na froncie zachodnim i Jasta 25 na macedońskim.
Zaletą samolotu była dobra prędkość pozioma (w momencie wprowadzenia do służby był najszybszym myśliwcem niemieckim), wadą – zła widoczność do przodu; samolot miał też twarde stery. Są też opinie, że piloci nie przepadali za maszyną, narzekając na nadwrażliwość na stery, zwłaszcza w płaszczyźnie poziomej. Samolot łatwo wchodził w korkociąg, dręczyły go drobne usterki, słaba widoczność w dół utrudniała lądowanie, a silnikom Argus brakowało mocy. Używany do jesieni 1917 roku, potem, od września – właściwie tylko jako maszyna treningowa. Wersję D.III testował w locie Manfred von Richthofen i nie był z niej szczególnie zadowolony; z ok. 150 zbudowanych samolotów większość była wykorzystywana do zaawansowanego treningu, jedynie ok. 25 służyło na froncie.

## Opis konstrukcji

Silnik Mercedes D.IIIa eksponowany w MLP w Krakowie

Półskorupowy kadłub składał się z lekkich profili sklejkowych opartych na świerkowych wzdłużnicach, na których naklejone były dwie warstwy cienkiej (łącznie 1,5 mm) sklejki; całość pokryta była ostatecznie płótnem. Pogłębiony kadłub całkowicie wypełniał lukę w komorze płatów, nie wymagając stosowanych powszechnie wsporników górnego płata zrównanego w tym wypadku z górną powierzchnią kadłuba. Głęboki kadłub całkowicie krył w sobie silnik (jedynie górne powierzchnie pierwszych cylindrów wystawały poza obrys) i uzbrojenie. Pokrycie było drewniane, z wyjątkiem metalowych paneli dostępowych do jednostki napędowej.
Drewniany statecznik pionowy był zintegrowany z kadłubem i podobnie jak on, kryty sklejką. Krawędź natarcia trapezoidalnego statecznika poziomego była pusta – w przestrzeń tę wchodziła belka drewniana, przechodząca na wylot przez kadłub, co dawało bardzo silne zespojenie; dodatkowo stateczniki usztywnione były lekkimi, metalowym zastrzałami. Powierzchnie sterowe były z rurek metalowych, kryte płótnem. Lotki kryte płótnem, uruchamiane przez obrotową rurkę metalową, sterowaną dźwigniami z wnętrza kadłuba.
Płaty drewniane o kształcie prostokątnym, bez wzniosu, o niewielkim skosie (1,5°), pokryte płótnem, umieszczone dokładnie jedno nad drugim, połączone ze sobą parą pojedynczych słupków i usztywnione cięgnami stalowymi. Opierały się na dwóch dźwigarach o skrzynkowej konstrukcji, połączonych sklejkowymi żebrami o dużych otworach zmniejszających masę; usztywnione były rurkami metalowymi. W skrzydło wmontowana była opływowa chłodnica, a w górny płat – grawitacyjny zbiornik paliwa. Lamberton podaje jednakową rozpiętość dla obu wersji D.II i D.IIa, odpowiednio 8,89 m górnego płata i 8,61 m dolnego; cięciwa obu skrzydeł była identyczna (1,437 m), wysokość między skrzydłami – 1,346 m.
| Wersja | Rozpiętość | Długość | Wysokość | Powierzchnia nośna | Masa własna | Masa startowa | Prędkość max.   | Wznoszenie   | Długotrwałość lotu | Silnik         | Moc    |
| ------ | ---------- | ------- | -------- | ------------------ | ----------- | ------------- | --------------- | ------------ | ------------------ | -------------- | ------ |
| D. II  | 8,94 m     | 6,93 m  | 3,11 m   | 22,8 m²            | 715 kg      | 954 kg        | 170 km/h na 0 m | 23 na 5000 m | 2 h                | Mercedes D.III | 160 KM |
| D. IIa | 8,9 m      | 6,95 m  | 2,95 m   | 22 m²              | 635 kg      | 795 kg        | 170 km/h na 0 m | 20 na 5000 m | 2 h                | Argus As.III   | 180 KM |
| D. III | –          | –       | –        | –                  | 717 kg      | 961 kg        | –               | –            |                    | Argus As.III   | 180 KM |

Podwozie klasyczne, z rur stalowych, amortyzowane sznurem gumowym.
Uzbrojenie: jeden zsynchronizowany karabin maszynowy LMG 08/15 Spandau w wersji D.I, dwa takie km-y, umieszczone w kadłubie po obu stronach silnika w pozostałych wersjach rozwojowych.